# Arna-Bjørnar
Arna-Bjørnar Fotball ist ein norwegischer Fußballverein aus Bergen. Sportliches Aushängeschild des Vereins ist die Frauenfußball-Mannschaft, die bis 2024 in der höchsten norwegischen Liga Toppserien spielte.

## Geschichte
1996 stieg die Frauenmannschaft von Bjørnar IL erstmals in die Toppserien auf. Die Mannschaft konnte sich schnell in der Liga etablieren und kam nie in ernste Abstiegsgefahr. Im Jahre 2000 erreichte der Club das Pokalfinale, wo man gegen Asker SK mit 1:4 unterlag. Nach der Saison fusionierte man mit Arna TIL und trägt seitdem den heutigen Namen Arna-Bjørnar Fotball.
Gleich in der ersten Saison nach der Fusion belegte die Mannschaft den dritten Platz in der Liga. Dies ist bis heute die beste Ligaplatzierung. 2002 erreichte man zum zweiten Mal das Pokalfinale. Gegen Trondheims-Ørn SK unterlag man mit 3:4 nach Verlängerung. Zwei Jahre später musste der Abstieg hingenommen werden. Der sofortige Wiederaufstieg wurde geschafft und in der Saison 2006 belegte man den fünften Platz.
Die Mannschaft trägt ihre Heimspiele im Arna Idrettspark aus. Die Vereinsfarben sind Rot, Weiß und Schwarz.

## Erfolge
- Norwegischer Pokalfinalist 2000, 2002

## Männerfußball
Die erste Männermannschaft stieg nach der Saison 2016 in die fünfthöchste Spielklasse (4. divisjon) ab.